# Прэтт, Дарья
Мира Абигейл «Дарья» Пенкхёрст Райт Прэтт (англ. Myra Abigail "Daria" Pankhurst Wright Pratt; 21 марта 1859, Кливленд, Огайо — 26 июня 1938, Канны) — американская гольфистка, бронзовый призёр летних Олимпийских игр 1900.
На Играх участвовала в одиночных соревнованиях по гольфу среди женщин, в котором, с результатом 53 очка, заняла третье место.
В 1913 году вышла замуж за своего ровесника принца Алексу Карагеоргиевича из сербской королевской династии Карагеоргиевичей.